# Jason Robertson
Jason Robertson, född 22 juli 1999, är en amerikansk professionell ishockeyforward som spelar för Dallas Stars i National Hockey League (NHL).
Han har tidigare spelat för Texas Stars i American Hockey League (AHL) och Kingston Frontenacs och Niagara Icedogs i Ontario Hockey League (OHL).
Robertson draftades av Dallas Stars i andra rundan i 2017 års draft som 39:e spelare totalt.
Han är äldre bror till Nicholas Robertson.

## Statistik
| 2012–2013  | Detroit Little Caesars | HPHL       | 20  | 16  | 7   | 23  | 6   | —  | —  | —  | —  | —  |
| 2013–2014  | Detroit Kings          |            | 51  | 40  | 47  | 87  | 6   | —  | —  | —  | —  | —  |
| 2014–2015  | Don Mills Flyers       | GTHL       | 62  | 28  | 33  | 61  | 14  | —  | —  | —  | —  | —  |
| 2015–2016  | Kingston Frontenacs    | OHL        | 54  | 18  | 14  | 32  | 6   | 4  | 1  | 1  | 2  | 2  |
| 2016–2017  | Kingston Frontenacs    | OHL        | 68  | 42  | 39  | 81  | 29  | 11 | 5  | 13 | 18 | 0  |
| 2017–2018  | Kingston Frontenacs    | OHL        | 68  | 41  | 46  | 87  | 36  | 16 | 10 | 8  | 18 | 8  |
| 2018–2019  | Kingston Frontenacs    | OHL        | 24  | 23  | 15  | 38  | 18  | —  | —  | —  | —  | —  |
|            | Niagara Icedogs        | OHL        | 38  | 25  | 54  | 79  | 24  | 10 | 7  | 3  | 10 | 11 |
| 2019–2020  | Dallas Stars           | NHL        | 3   | 0   | 1   | 1   | 0   | —  | —  | —  | —  | —  |
|            | Texas Stars            | AHL        | 60  | 25  | 22  | 47  | 28  | —  | —  | —  | —  | —  |
| 2020–2021  | Dallas Stars           | NHL        | 51  | 17  | 28  | 45  | 16  | —  | —  | —  | —  | —  |
| 2021–2022  | Dallas Stars           | NHL        | 74  | 41  | 38  | 79  | 22  | 7  | 1  | 3  | 4  | 0  |
| 2022–2023  | Dallas Stars           | NHL        | 20  | 16  | 15  | 31  | 6   | —  | —  | —  | —  | —  |
| NHL totalt | NHL totalt             | NHL totalt | 148 | 74  | 82  | 156 | 44  | 7  | 1  | 3  | 4  | 0  |
| OHL totalt | OHL totalt             | OHL totalt | 252 | 149 | 168 | 317 | 113 | 41 | 23 | 25 | 48 | 21 |

### Internationellt
| Källa: Uppdaterad: 2022-11-25 | Källa: Uppdaterad: 2022-11-25 | Källa: Uppdaterad: 2022-11-25 |         | Utv = Utvisningsminuter | Utv = Utvisningsminuter | Utv = Utvisningsminuter | Utv = Utvisningsminuter | Utv = Utvisningsminuter |
| År                            | Lag                           | Mästerskap                    | Matcher | Mål                     | Assists                 | Poäng                   | Utv                     |                         |
| ----------------------------- | ----------------------------- | ----------------------------- | ------- | ----------------------- | ----------------------- | ----------------------- | ----------------------- | ----------------------- |
| 2019                          | USA                           | JVM                           | 7       | 1                       | 6                       | 7                       | 4                       |                         |
| 2021                          | USA                           | VM                            | 10      | 4                       | 5                       | 9                       | 10                      |                         |
| Junior totalt                 | Junior totalt                 | Junior totalt                 | 7       | 1                       | 6                       | 7                       | 4                       |                         |
| Senior totalt                 | Senior totalt                 | Senior totalt                 | 10      | 4                       | 5                       | 9                       | 10                      |                         |